# Cristina a Suediei
Cristina sau Cristina Alexandra  (în suedeză Kristina Augusta; n. 7 decembrie 1626, Stockholm, Suedia – d. 9/19 aprilie 1689, Roma, Statele Papale), și uneori Contesa Dohna, a fost regină a Suediei din 1632 până în 1654. A fost singurul copil legitim supraviețuitor al regelui Gustavus Adolphus al Suediei și a soției lui Maria Eleonora de Brandenburg. La vârsta de șase ani i-a succedat tatălui ei la tronul Suediei după moartea acestuia în bătălia de la Lützen (1632) în timpul Războiului de Treizeci de Ani.

## Primii ani
Copil unic al regelui Gustav II Adolf al Suediei și a reginei Maria Eleonora de Brandenburg, Cristina se naște în 1626 la Stockholm și este crescută ca un băiat. Gustav Adolf este foarte atașat de fiica sa iar ea îl admiră foarte mult. Mama ei a rămas dezamăgită de faptul că noul copil a fost o fată. Anterior, cuplul mai avusese două fiice: o prințesă nebotezată născută în 1620 și o prințesă Cristina născută în 1623 care a murit anul următor.
Ea povestește în cartea de memorii: "Regele poruncise să primesc o educație virilă. Spusese foarte apăsat că nu dorea să mi se insufle nici una din trăsăturile caracteristice sexului meu, în afară de onestitate și de modestie. În rest, voia să fiu un prinț adevărat și să fiu învățată tot ce trebuie să știe un prinț."
Înainte ca Gustav Adolf să plece să apere protestantismul în Războiul de Treizeci de Ani, a asigurat drepturile de succesiune la tron pentru fiica sa în cazul în care el nu se mai întoarce. Gustav Adolf a fost ucis în bătălia de la Lützen la 16 noiembrie 1632.

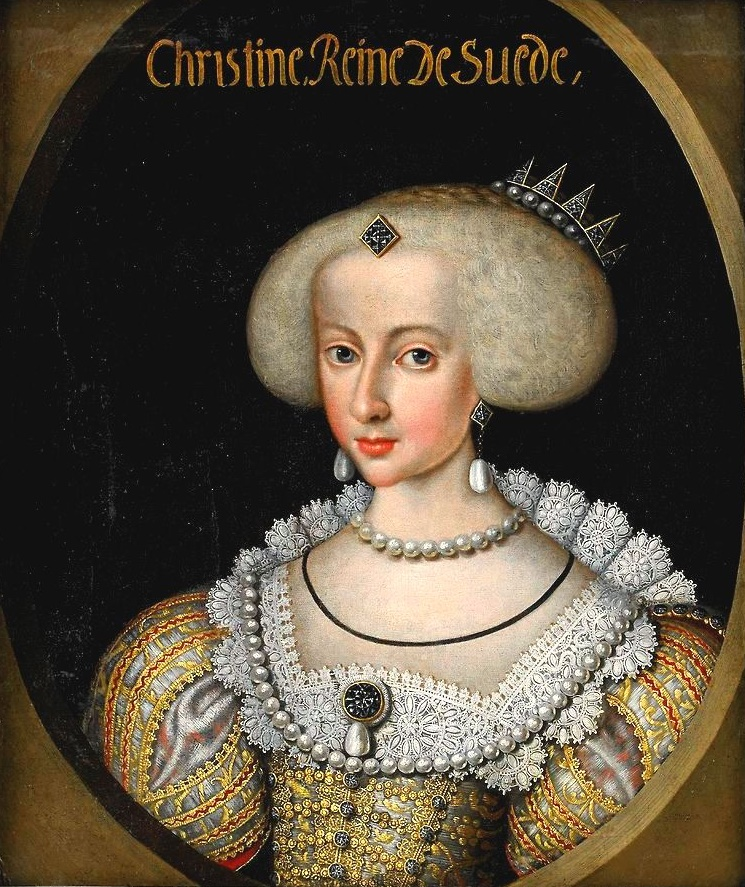
Portret al Cristinei în jurul anului 1640.

Cristina nu are decât cinci ani, totuși, îi succede tatălui său sub tutela unui Consiliu de Regență. În timp ce regina mamă Maria Eleonora este îndepărtată de la putere, adevăratul stăpân al statului este cancelarul Axel Oxenstierna, numit un "Richelieu suedez".
Înainte să moară, tatăl său decisese ca fiica sa să fie în grija surorii sale, Ecaterina a Suediei care era căsătorită cu Ioan Cazimir, conte palatin de Kleeburg și care se mutaseră în Suedia după izbucnirea Războiului de Treizeci de Ani. Cristina cunoștea cuplul foarte bine. Fiica lor era Maria Eufrosina, care mai târziu s-a căsătorit cu un prieten apropiat al Cristinei și Karl Gustav care va moșteni tronul după Cristina. Regina mamă este exilată la castelul Gripsholm și i se va permite să-și vadă fiica trei ani mai târziu. Sunt trei ani buni pentru Cristina care trăiește în compania mătușii și a familiei ei. În 1639 când Ecaterina moare, Oxenstierna a mutat familia ei din castel.
Cristina crește în continuare după perceptele stabilite de regele defunct, care hotărâse că ea trebuie să exceleze în "arta de a guverna regatele ca un suveran creștin". Preceptorul ei, Johannes Matthiae, îi impune să lucreze 12 ore pe zi. Studiul limbilor și al istoriei alternează cu educația fizică, geografia și politica. Uimește cu profunzimea cunoștințelor de filosofie și teologie; e interesată de astronomie și de chimie, care abia căpătau statutul de științe.

### Relația cu mama ei
Maria Eleonora i-a scris cu regularitate fiicei ei. Ea și curtea ei germană își doreau să plece din exilul lor de la castelul Gripsholm. Cristina știa că Consiliul nu va permite acest lucru. În cele din urmă, mama ei a cerut să părăsească Suedia. Cristina a invitat-o la Stockholm încercând s-o convingă să rămână în țară.
În 1640 regina mamă pleacă în Danemarca cu un vas danez unde este bine primită de Christian al IV-lea. Maria Elonora își dorește să plece la Brandenburg, caz în care prințul elector de acolo ar fi cerut compensații financiare de la Suedia. În cele din urmă, Cristina obține prin negociere un venit pentru mama ei.  
În 1648 regina mamă se întoarce în Suedia. Cristina a cumpărat pentru ea recent construitul castel Makalös, care se află în vecinătatea castelului regal din Stockholm. Castelul era extrem de scump iar Cristina nu l-a plătit niciodată. În schimb, ea l-a dat înapoi în 1652. Mama ei a murit în 1655, la un an după abdicarea Cristinei.

## Regină
Frații mai mici legitimi ai regelui Gustav Adolf muriseră, singurul frate în viață provenea dintr-o relație extraconjugală a tatălui său.
Consiliul Național a sugerat ca tânăra prințesă să se alăture guvernării, după ce a împlinit vârsta de 16 ani, însă ea a cerut să aștepte până când va împlini 18 ani, așa cum a făcut și tatăl ei. În 1644 ea a preluat tronul deși încoronarea a fost amânată din cauza războiului cu Danemarca. Prima ei misiune majoră a fost să facă pace cu Danemarca, lucru pe care l-a făcut cu succes; Danemarca a predat insulele Gotland și Ösel Suediei, în timp ce Norvegia a pierdut districtele Jämtland și Härjedalen rămase Suediei.
Curând cancelarul Oxenstierna a descoperit că vederile politice ale Cristinei difereau de ale sale. În 1645 el și-a trimis fiul, Johan Oxenstierna, la congresul de pace de la Osnabrück și Münster, prezentând punctul de vedere care ar fi fost în interesul Suediei, dacă Războiul de Treizeci de Ani ar fi continuat. Totuși, Cristina dorea pacea cu orice preț și și-a trimis propriul delegat, Johan Adler Salvius.
Cu puțin înainte de constatarea acordului de pace, ea l-a admis pe Salvius în Consiliul Național împotriva dorinței cancelarului Oxenstierna. Salvius nu era aristocrat însă Cristina voia o opoziție aristocrației de atunci. În 1648 Cristina a obținut un loc în Dieta Imperială a Sfântului Imperiu Roman când Bremen-Verden și Suedia Pomerania au fost  alocate Suediei prin Tratatul de la Osnabrück. 
În 1649, cu ajutorul unchiului ei, Ioan Cazimir, și a vărului ei, Cristina a încercat să reducă influența lui Oxenstierna, și l-a declarat pe fiului lui Cazimir, vărul ei Carol Gustav, ca moștenitor prezumptiv.

### Vizita lui Descartes, a oamenilor de știință, a muzicienilor

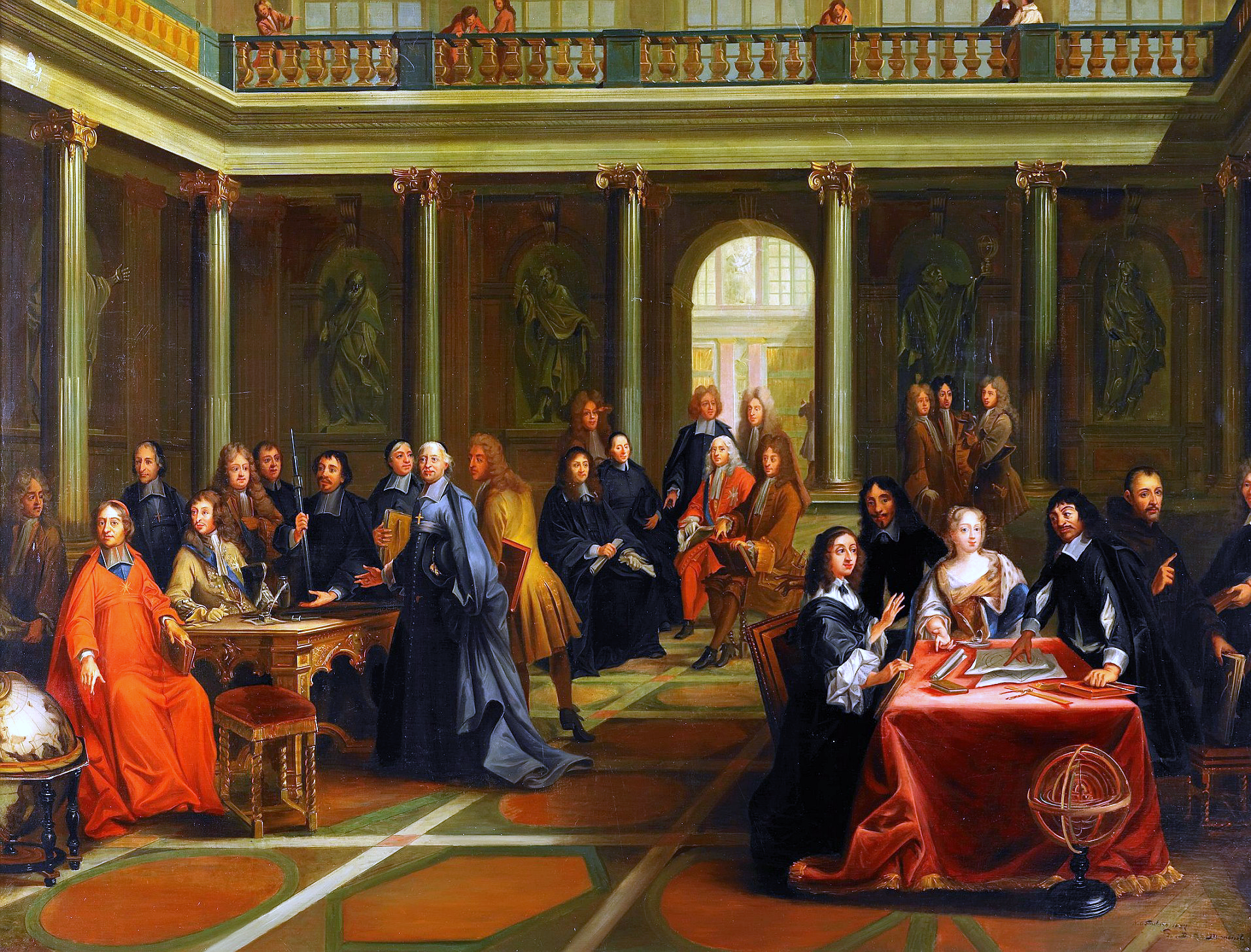
Regina Cristina (la masa din dreapta) într-o discuție cu filosoful francez René Descartes. (pictură romanticizată din secolul XIX)

În 1645 Cristina l-a invitat pe Hugo Grotius să devină bibliotecarul ei, dar el a murit în drum spre Rostock. Semiramis din Nord a corespondat cu Pierre Gassendi; Blaise Pascal i-a oferit o copie a pascalinei. Pentru a-și cataloga noua colecție ea i-a rugat pe Heinsius și Isaac Vossius să vină în Suedia.  A studiat neostoicismul, teologii creștini, islamul și a citit De Tribus Impostoribus. Alți învățați pe care i-a invitat au fost: Claude Saumaise, Pierre Daniel Huet, Gabriel Naudé, Christian Ravis și Samuel Bochart.
În 1646 bunul prieten al Cristinei, ambasadorul Pierre Chanut, care coresponda cu filosoful René Descartes, cerându-i o copie după Meditații. Cristina a devenit suficient de interesată încât să înceapă o corespondență cu Descartes despre ură și iubire. Deși era foarte ocupată, ea l-a invitat pe filosof în Suedia, Descartes ajungând la 4 octombrie 1649. El a trebuit să aștepte până la 18 decembrie când a putut începe lecțiile particulare. Din cauza programului strict al reginei, el a fost invitat în biblioteca castelului începând cu ora 5 dimineață pentru a discuta despre filosofie și religie. La 1 februarie Descartes s-a îmbolnăvit de pneumonie și zece zile mai târziu a murit. 
Cristina a fost interesată de teatru și balet. Ea însăși era o actriță amatoare. O interesau piesele de teatru, în special cele scrise de Pierre Corneille. În 1647, Antonio Brunati a construit un teatru în palatul ei. Poetul de curte Georg Stiernhielm i-a scris câteva piese în suedeză, cum ar fi  Den fångne Cupido eller Laviancu de Diane jucat la curte cu Cristina în rolul principal al zeiței Diana. A invitat companii străine de teatru să joace la  Bollhuset, cum ar fi trupa Operei italiene în 1652 cu Vincenzo Albrici și trupa olandeză cu Ariana Nozeman și Susanna van Lee in 1653. Printre artiștii francezi pe care i-a angajat la curte a fost Anne Chabanceau de La Barre, care a fost cântăreț de curte.

### Decizia de a nu se căsători

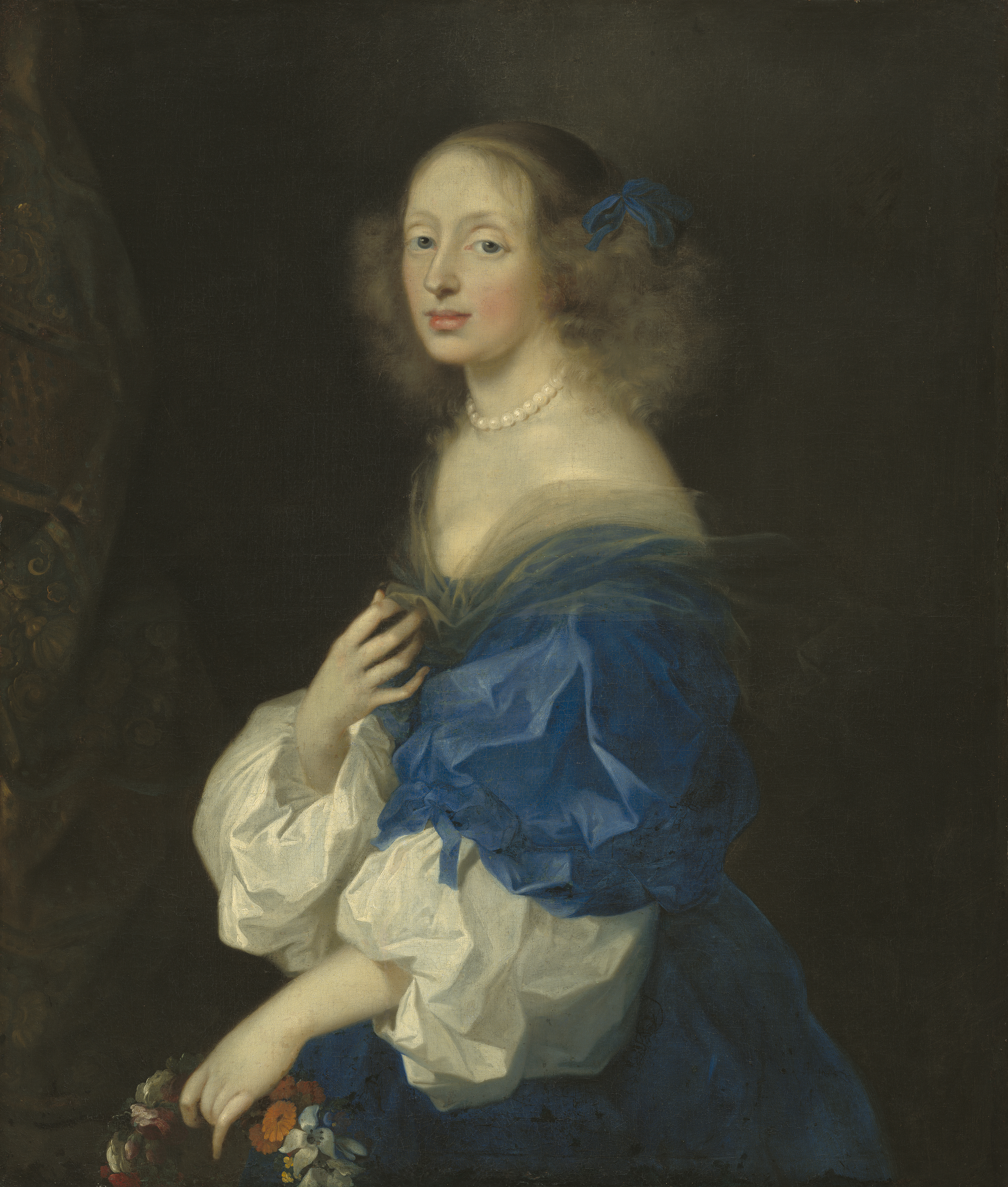
Contesa Ebba Sparre, prietena reginei Cristina.

Cristina a înțeles că toată lumea aștepta ca ea să dea un moștenitor pentru tronul Suediei. Vărul ei primar Carol s-a îndrăgostit nebunește de ea și ei s-au logodit în secret în 1642 înainte ca el să plece să servească în armata Germaniei timp de trei ani. În autobiografia sa, Cristina a relevat faptul că ea simțea "un dezgust de netrecut față de căsătorie" și "un dezgust de netrecut pentru toate lucrurile pe care femeile le făceau și despre care vorbeau".
Ea dormea timp de trei ore pe noapte și în principal se ocupa cu studiile; uita să-și pieptene părul, se îmbrăca în grabă și purta pantofi pentru bărbați, de dragul comodității. Cu toate acestea, s-a spus că avea farmec iar părul ei indisciplinat a devenit marca ei. Cea mai bună prietenă a fost Ebba Sparre, căreia ea îi spunea "Belle". Mare parte din timpul ei liber și-l petrecea cu frumoasa contesă. Regina a prezentat-o ambasadorului englez Whitelocke drept "colega de cameră" asigurându-l că inteligența contesei era la fel de atrăgătoare ca trupul ei. Cristina a găzduit nunta Ebbei cu Jakob Kasimir De la Gardie în 1653; mariajul a durat numai cinci ani; Ebba și-a vizitat soțul în Elsinore când el a fost omorât și toți cei trei copii ai lor au murit de mici. Când Cristina a părăsit Suedia, ea a continuat să-i scrie scrisori pasionale lui Sparre, în care îi spunea că o va iubi mereu. Totuși, Cristina folosea același limbaj emoțional când scria atât femeilor cât și bărbaților pe care nu i-a întâlnit niciodată dar pe care îi admira foarte mult.
La 26 februarie 1649, Cristina a anunțat că a luat decizia de a nu se căsători și l-a numit moștenitor al tronului pe vărul ei primar Carol Gustav.

## Abdicarea
În 1651 Cristina a spus Consiliului că are nevoie de odihnă iar țara are nevoie de un lider puternic. Consiliul a refuzat și Cristina a fost de acord să rămână cu condiția să nu i se mai ceară niciodată să se căsătorească. În câteva săptămâni, Cristina a pierdut mult din popularitate după decapitarea lui Arnold Johan Messenius, împreună cu fiul lui de 17 ani, care o acuzase de abateri grave și de a fi o "Jezebel".
În loc să guverneze ea petrecea cea mai mare parte a timpului cu prietenii ei din străinătate, în sala de bal și la teatru.
În 1653 ea a fondat ordinul militar Ordinul Amaranten. Antonio Pimentel a fost numit primul cavaler; toți membrii au promis să nu se căsătorească. În februarie 1654 ea decis să spună Consiliului despre planurile ei de a abdica. Oxenstierna i-a spus că va regreta decizia în câteva luni. În mai, Riksdag a discutat propunerea ei. Regina a cerut 200.000 rikstaleri pe an însă în loc a primit domenii. Datoriile ei au fost preluate de trezorerie.
Cristina a abdicat la 5 iunie 1654 în favoarea vărului ei Carol Gustav.

## Exilul
În vara anului 1654, ea a părăsit Suedia îmbrăcată în haine bărbătești cu ajutorul lui Bernardino de Rebolledo, și a călătorit drept contele Dohna prin Danemarca. Relațiile dintre cele două țări era încă tensionate, fosta regină suedeză neavând o călătorie sigură în Danemarca.

Cristina i-a vizitat pe Johann Friedrich Gronovius și Anna Maria van Schurman în Olanda. În august ea a ajuns în Țările de Jos de Sud și s-a stabilit la Antwerp. Timp de patru luni Cristina a stat la conacul unui negustor evreu. Ea a fost vizitată de Arhiducele Leopold Wilhelm de Austria, de Prințul de Condé, ambasadorul Chanut ca și de fostul guvernator al Norvegiei, Hannibal Sehested. Pentru că situația ei financiară nu s-a îmbunătățit, arhiducele a invitat-o în castelul său din Bruxelles, Coudenberg. 

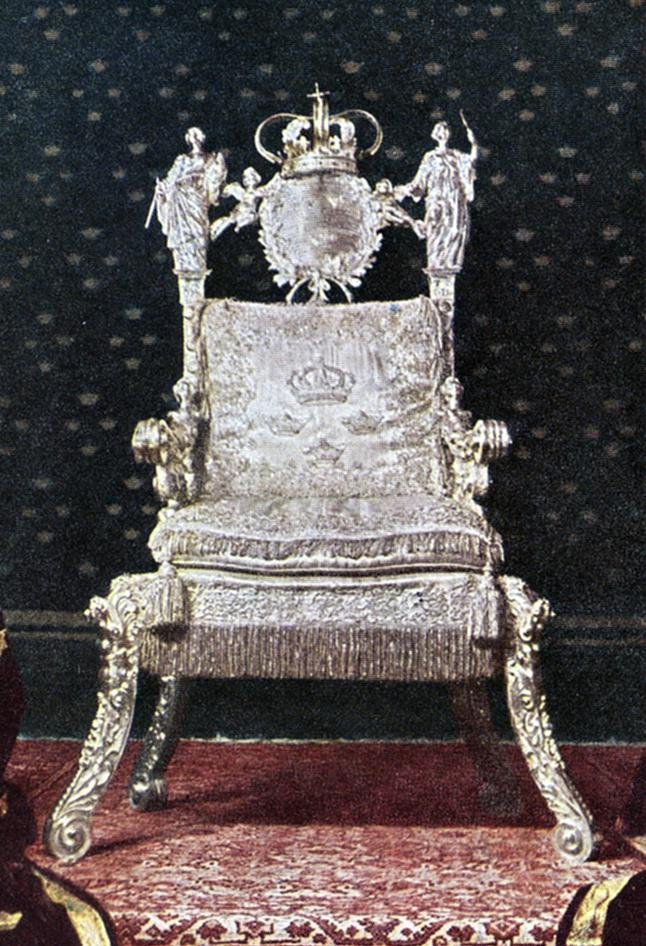
Tronul de argint din 1654, de pe care Cristina a abdicat este și astăzi locul oficial al monarhilor suedezi de la Palatul Stockholm.

La 24 decembrie 1654, ea s-a convertit la catolicism în capela arhiducelui. Generalul italian Raimondo Montecuccoli și Pimentel, care i-au devenit prieteni apropiați, au fost prezenți. Nu și-a făcut publică convertirea, pentru că Consiliul ar fi putut să refuze să-i mai plătească venitul. Suedia se pregătea de război cu Pomerania așa că venitul ei s-a redus considerabil. 
Papa și regele Filip al IV-lea al Spaniei n-o puteau susține deschis, ea nefiind o catolică publică încă Cristina a reușit să ia un împrumut mare, lăsând cărțile și statuile ei în schimbul datoriilor.
În septembrie ea a plecat în Italia cu anturajul ei de 255 de persoane și 247 de cai. La 3 noiembrie 1655, Cristina le-a scris Papei Alexandru al VII-lea și vărului ei Carol al X-lea despre convertire. Ferdinand Carol, Arhiduce de Austria, deja cu dificultăți financiare, a fost aproape ruinat de vizita ei.
Călătoria spre sud prin Italia a fost planificata în detaliu de către Vatican și a avut un triumf strălucit în Ferrara, Bologna, Faenza și Rimini. În Pesaro, Cristina i-a cunoscut pe frumoșii frați Santinelli, care au impresionat-o cu poezia lor și cu înclinația lor către dans, luându-i în serviciul ei, precum și o oarecare Monadeschi. La 20 decembrie a ajuns la Vatican. I s-a acordat propria aripă în interiorul Vaticanului, și atunci când papa a reperat inscripția Omne malum ab Aquilone("tot răul vine de la nord"), el s-a asigurat că acesta a fost rapid acoperită cu vopsea.
Cristina s-a stabilit apoi la Palazzo Farnese, care aparținea Ducelui de Parma, Ea a deschis o academie în palat la 24 ianuarie 1656, numită Accademia degli Arcadi, unde participanții se bucurau de muzică, teatru și literatură.
În aprilie 1660 Cristina a fost informată că regele Carol al X-lea al Suediei a murit în februarie. Fiul lui, Carol al XI-lea, avea numai cinci ani. În vară ea a plecat în Suedia, subliniind că ea a abdicat de la tron pentru vărul și urmașul său, așa că, dacă Carol al XI-lea moare, ea va prelua din nou tronul. Catolică fiind, ea nu putea face acest lucru și clerul a refuzat să o lase să țină Liturghii catolice.
În februarie 1689, Cristina în vârstă de 62 de ani s-a îmbolnăvit grav după o vizită la templele din Campania (Italia). Părea că și-a revenit însă la mijlocul lunii aprilie a dezvoltat o infecție numită erizipel, apoi pneumonie și febră mare. Pe patul de moarte ea a trimis Papei un mesaj cerându-i să-i ierte jignirile. Cardinalul Azzolino a stat alături de ea până a murit, la 19 aprilie 1689.